# غردينية تونبرغ
غردينية تونبرغ (الاسم العلمي:Gardenia thunbergia) هي نوع من النباتات يتبع جنس غردينية من الفصيلة الفوية. سميت تكريما لعالم النبات السويدي كارل بيتر تونبرغ.

## معرض صور

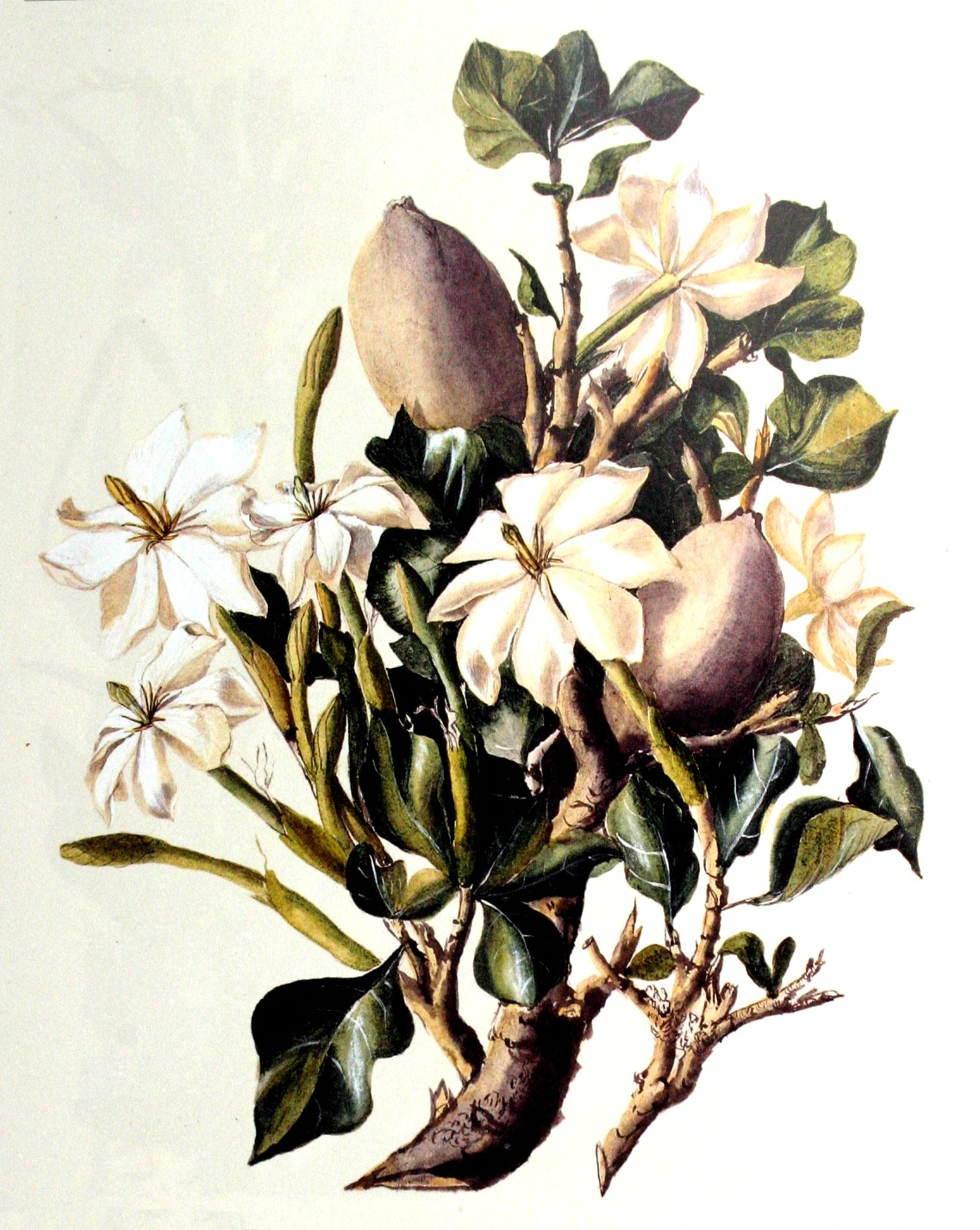
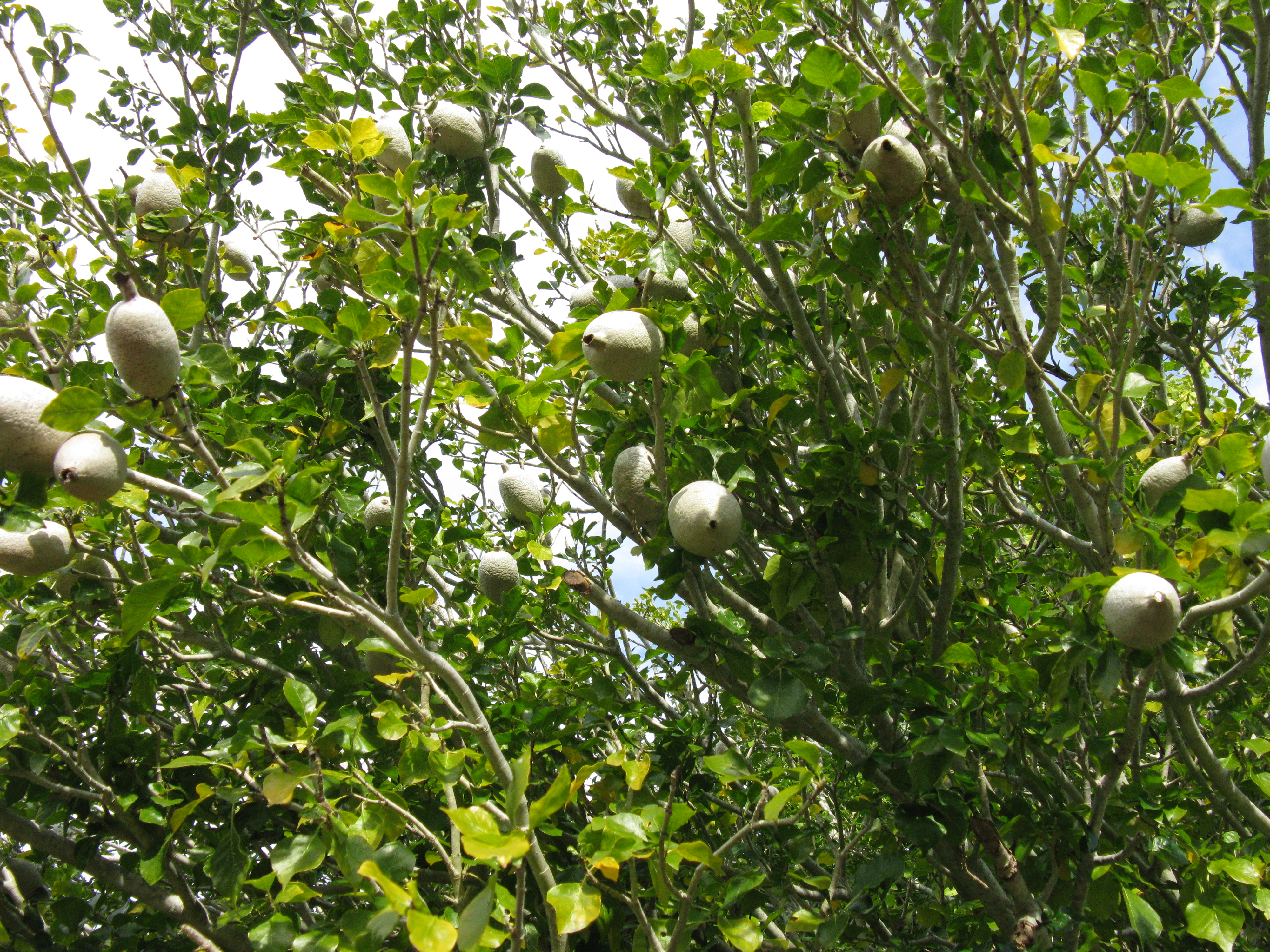
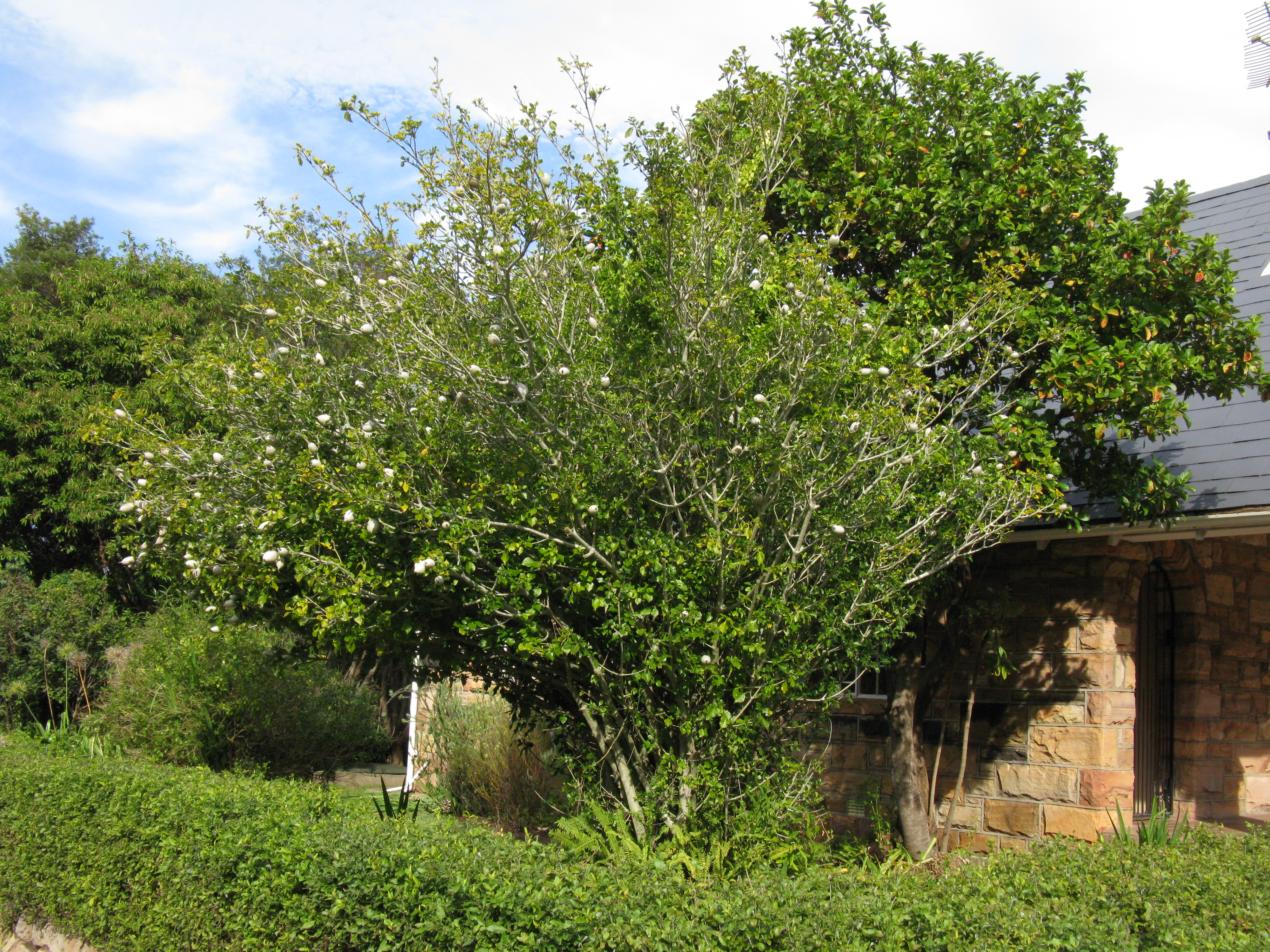